# (19080) Martínfierro
(19080) Martínfierro est un astéroïde de la ceinture principale aréocroiseur.

## Description
(19080) Martínfierro est un astéroïde aréocroiseur. Il présente une orbite caractérisée par un demi-grand axe de 2,32 UA, une excentricité de 0,28 et une inclinaison de 20,7° par rapport à l'écliptique.

## Compléments